# Ито, Макото
Макото Ито (яп. 伊藤 誠, англ. Makoto Itoh; 20 апреля 1936, Токио — 7 февраля 2023) — японский экономист, почётный профессор Токийского университета. Лауреат Marxian Economics Award (2012). Член Японской академии наук (2003).

## Биография
В 1955 году окончил Токийскую среднюю школу.
В 1959 году получил степень бакалавра по экономике Токийского университета.
В 1961 году получил степень магистра экономики в Высшей школе Токийского университета.
В 1975 году получил докторскую степень по экономике в Токийском университете.
С 1964 года — ассистент, с 1966 года — доцент, с 1980 года — профессор кафедры экономики Токийского университета.
В период 1974—1975 гг. — приглашённый сотрудник Лондонской школы экономики и Гарвардского университета.
В 1978 году — приглашённый доцент Нью-Йоркского университета и Новой школы социальных исследований.
В 1980 году — приглашённый профессор Лондонского университета королевы Марии.
В 1985 году — приглашённый профессор Манитобского университета.
В период 1986—1987 гг. — приглашённый профессор Таммасатского Университета.
В 1987 году — приглашённый лектор Корпуса Кристи колледжа Оксфордского университета, в 1990 году — приглашённый профессор Йоркского университета, в 1997 году — приглашённый профессор Сиднейского университета.
С 1997 года — почётный профессор кафедры экономики Токийского университета.
В период 1997—2010 гг. — профессор Высшей школы глобальных азиатских исследований Кокугакуинского университета.
С 2003 года — член Японской академии.
Умер 7 февраля 2023 года.

## Основные идеи
- принадлежит к школе экономической мысли, основанной Кодзо Уно и пропагандирующей марксистскую теорию стоимости[7].

## Награды
- 2015 — приз Японского общества политической экономии за книги «Political Economy for Socialism» (1995) и «The Japanese Economy Reconsidered» (2000)[8].